# Barnkanal
En barnkanal är en TV-kanal där sändningarna är riktade till barn, oftast under 12 år.
Flera av barnkanalerna har ibland kritiserats för att sända reklam riktad till barn.

## Kända barnkanaler genom åren och deras ursprungsstater
- Barnkanalen, Sverige
- Boomerang, USA
- Cartoon Network, USA
- Disney Channel, USA
- Jetix, USA
- Nickelodeon, USA
- Playhouse Disney, USA
- TCC, Storbritannien
- Toon Disney, USA

### Fotnoter
1. ↑  Annika Creutzer (14 september 2013). ”Våga prata med barnen om spelproblemet”. Aftonbladet. http://www.aftonbladet.se/nyheter/kolumnister/annikacreutzer/article17457463.ab. Läst 30 september 2017.